# Макаров, Сергей Александрович (архитектор)
Сергей Александрович Макаров (1 января 1956, с. Джусалы, Боровский район, Кустанайская область, Казахская ССР — 26 февраля 2016, Ижевск, Республика Удмуртия, Российская Федерация) — российский и советский архитектор, заслуженный архитектор Российской Федерации.

## Биография
В 1978 г. окончил Свердловский архитектурный институт, приехал в Ижевск по распределению. Работал в проектных институтах «Удмуртгражданпроект», «Союзмашпроект», «Ижевскархпроект».
В 1990 г. основал первую в Удмуртии частную архитектурную мастерскую «Архитектоника». Работал в области проектирования жилых и общественных зданий и сооружений.
Являлся членом правления Удмуртского регионального отделения Союза архитекторов России, входил в состав Градостроительного совета Удмуртской Республики.
Участвовал в проектировании новых церковных сооружений, а также восстановлении и реставрации храмов XVIII—XIX вв. В 2000 г. за церковь святого Николая Мирликийского Чудотворца в с. Якшур-Бодья коллектив авторов награжден дипломом Международного фестиваля «Зодчество».

## Награды и звания
Заслуженный архитектор Российской Федерации.
В 2003 г. Российским союзом исторических городов и регионов был награждён медалью «За вклад в наследие народов России».